# Distale Radiusfraktur
Die distale Radiusfraktur bzw. der handgelenksnahe Knochenbruch der Speiche ist die häufigste Fraktur des Menschen und macht bis zu 25 % aller Knochenbrüche aus, besonders oft bei Kindern und im Alter. Je nach Unfallhergang kommt es am häufigsten zu einer Abknickung (Achsenabweichung) zur Streckseite (nach dorsal, Colles-Fraktur), seltener zur Beugeseite (nach ventral/palmar, Smith-Fraktur). Gelegentlich treten auch andere Bruchformen auf, oft ist die benachbarte Elle auch gebrochen.

## Ätiologie
Der Radius weist 2 cm proximal des Handgelenks mit der Metaphyse eine Zone geringerer Stabilität auf (Locus minoris resistentiae). Die Stabilität dieser Zone ist durch Systemerkrankungen maßgeblich beeinflusst. So kommt es durch Osteoporose und der dünner werdenden Kortikalis (Knochenrinde) zu einer verminderten Stabilität und einem damit verbundenen deutlichen Anstieg der distalen Radiusfrakturen im Alter über 60.
Bei übermäßiger Krafteinwirkung durch Sturz oder Aufprall wird die maximale Belastungsgrenze überschritten. Es kommt zur sogenannten „Fractura radii in loco typico“. Der übliche Unfallhergang ist ein Sturz, der mit der Hand abgefangen wird. Ist die Hand dabei überstreckt (dorsal extendiert, übliche Haltung beim Abstützen) kommt es zum Extensionstyp, der häufigeren Colles-Fraktur. Erfolgt der Sturz auf die palmar flektierte (Richtung Handfläche gebeugte) Hand, kommt es zu einer Fraktur vom Flexionstyp, der Smith-Fraktur.
Erfolgt eine Dislokation des distalen Radiusfragments nach dorsal (Richtung Handrücken) ergibt sich eine Fourchette-Stellung (frz.: Gabel), bei einer Dislokation nach palmar und radial (Richtung Daumenseite) ergibt sich eine Bajonett-Stellung.

## Klinik
Leitsymptome sind Schmerzen und Funktionseinschränkung. Typischerweise findet sich eine schmerzhafte Schwellung, eine Verbreiterung des Handgelenks, ein Hämatom und eine schmerzhafte Einschränkung der Beweglichkeit. Gelegentlich besteht ein Instabilitätsgefühl.

## Diagnose
Die Diagnose erfolgt mit Röntgenaufnahmen in zwei Ebenen. Hierbei ist auf Begleitverletzungen wie eine Fraktur der Ulna, eine Abrissfraktur des Processus styloideus ulnae und Bandverletzungen, vor allem des scapholunären (SL-)Bandes zu achten.
Bei der klinischen Untersuchung muss gezielt nach Nervenläsionen, Gefäßverletzungen und Hautverletzungen gesucht werden, wozu eine Palpation der Pulse der Arteria radialis und ulnaris, eine Überprüfung der Kapillarfüllung, der Fingerfunktion, der Daumenstrecksehnen und der Sensibilität gehören. Bei Verdacht auf Gefäßläsionen können Dopplersonografie und Angiografie eingesetzt werden.
Für die Therapieentscheidung ist insbesondere die Frage der Stabilität des Knochenbruchs wichtig. Dafür haben sich radiologische Instabilitätskriterien etabliert:
- Knochendefekt/Trümmerzone
- Dorsalabkippung primär von > 20°
- Volarabkippung des distalen Fragments
- dorsale oder volare Kantenfragmente
- Ellenvorschub von über 0,75 mm
- Abriss des Processus styloideus ulnae
- Stufenbildung im Gelenk

Den Empfehlungen der Norwegischen Gesellschaft für Orthopädie entsprechend sind lediglich die folgenden Kriterien mit ausreichend Evidenz belegt:
- Dorsalabkippung des distalen Radius ≥ 10°
- Intraartikuläre Stufenbildung oder Diastase ≥ 2 mm
- Ulnarvorschub von ≥ 3 mm
- Inkongruenz des distalen Radioulnargelenks
- Trümmerzone / Kortex-Verlust des distalen Radius

Trifft eine oder mehrere der genannten Kriterien bei einem primär durchgeführten Röntgen zu, ist bei Erwachsenen ≥ 18 Jahren eine operative Versorgung in Erwägung zu ziehen.

## Einteilung der distalen Radiusfrakturen

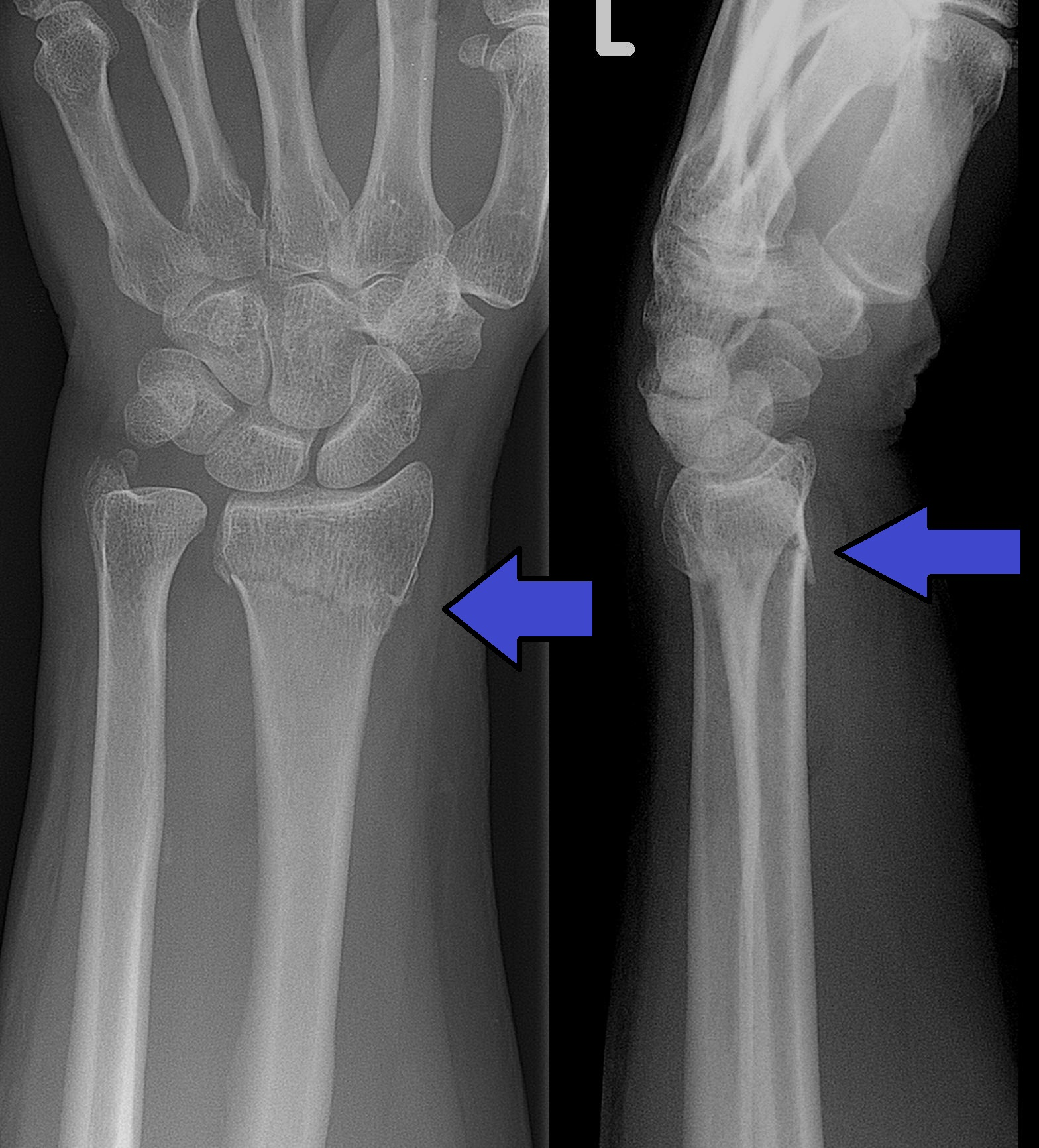
Röntgenbild einer distalen Radiusfraktur loco typico (Colles-Fraktur)

| Name                     | Typ                           | Erklärung                                                                                             |
| ------------------------ | ----------------------------- | --- |
| Colles-Fraktur           | Extensionsfraktur (Streckung) | Mit ca. 25 % aller Frakturen ist sie die häufigste Fraktur des Menschen.                              |
| Smith-Fraktur            | Flexionsfraktur (Beugung)     | |
| Chauffeur-Fraktur        | intraartikuläre Fraktur       | Abbruch des Griffelfortsatzes am distalen Radius                                                      |
| Barton-Fraktur           | intraartikuläre Fraktur       | Der dorsale Rand des distalen Radius ist betroffen, teilweise mit Luxation des Radio-Carpal-Gelenkes. |
| umgekehrte Bartonfraktur | intraartikuläre Fraktur       | Der palmare Rand des distalen Radius ist betroffen.                                                   |
| Galeazzi-Fraktur         | distale Radiusschaftfraktur   | Gleichzeitige Luxation des distalen Ulnaköpfchens                                                     |

## AO-Klassifikation
Eine gängige Klassifikation der distalen Radiusfrakturen ist, wie bei allen Knochenbrüchen, die AO-Klassifikation der Arbeitsgemeinschaft für Osteosynthesefragen.
Die A-Frakturen befinden sich außerhalb des Gelenks (extraartikulär) und lassen sich in die Typen A1, A2 und A3 weiter unterteilen. B-Frakturen sind nach der AO-Klassifikation partiell intraartikulär, d. h., sie betreffen zum Teil die Gelenkfläche. Typ-C-Frakturen befinden sich im Gelenk selbst (intraartikulär). Verschiedene Schweregrade werden hinter den Buchstaben A, B und C aufsteigend mit den Zahlen 1 bis 3 belegt.

## Behandlung
Die Behandlung einer einfachen Radiusfraktur ohne Gelenkbeteiligung hängt vom Ausmaß der Verschiebung und Instabilität im Bruchbereich ab. Ohne Verschiebung der Bruchenden erfolgt eine einfache Ruhigstellung (Retention) mit einem Gipsverband für ca. sechs Wochen, bei einfachen Verschiebungen (Dislokation) erfolgt zuerst eine Einrichtung (Reposition) und anschließend die Ruhigstellung im Gipsverband.
Ist der Bruch instabil, neigt er also dazu, sich neuerlich zu verschieben (sekundäre Dislokation; häufig bei glatten und Querbrüchen), oder ist das Einrichten nicht erfolgreich beziehungsweise aufgrund des Ausmaßes nicht möglich, erfolgt die Behandlung operativ.
Lange Jahre war die Kirschnerdraht-Osteosynthese das Standardverfahren mit Einbringen von Drähten in Bruchspaltanästhesie, Plexus- oder Allgemeinanästhesie in der Technik nach Willenegger oder Kapandji. Zuletzt hat sich zunehmend die Plattenosteosynthese als Standard durchgesetzt.
Dabei ist das Verfahren mit Bohrdrähten ein geschlossenes Verfahren, der Bruch muss also nicht durch einen Schnitt freigelegt werden. Bei der Plattenosteosynthese wird zumeist von beugeseitig (volar) die Haut eröffnet und der Bruch dann offen wieder eingerichtet und mit der Platte und den Schrauben fixiert. Nach geschlossener Behandlung mit Bohrdrähten wird in der Regel zudem ein Gips für vier bis sechs Wochen angelegt. Bei offener Bruchbehandlung mit Plattenosteosynthese kann in der Regel auf einen zusätzlichen Gips alsbald verzichtet werden, um dann rasch mit der Beübung des Handgelenkes beginnen zu können.
Das Verfahren der beugeseitigen T-Platten-Osteosynthese ist in den letzten Jahren immer beliebter geworden und wird bei instabilen Brüchen, komplexen Brüchen oder solchen mit Gelenkbeteiligung immer häufiger eingesetzt. Dies liegt vor allem daran, dass eine sichere und exakte Einrichtung der verschobenen Bruchfragmente möglich ist, auch wenn vergleichende Studien nur ein gering besseres Ergebnis im Vergleich zur Bohrdraht-Behandlung zeigen und diese deutlich kosteneffizienter ist. In einer englischen Studie wurden Gesamtkosten von mittleren 3.800 £ für die Spickdraht-Behandlung und 4.400 £ für die Plattenosteosynthese ermittelt, woraus sich aufgrund der nur minimal besseren Ergebnisse Kosten von 89.000 £ pro gewonnenem qualitätskorrigiertem Lebensjahr (QALY) ergaben.
Zusammenfassend kann also, je nach Art der Fraktur entweder konservativ im Gips, operativ mit Gips und Bohrdrähten oder aber operativ mit Platte, dann aber ohne Gips, behandelt werden.
Offene Radiusfrakturen machen meist die Anlage eines Fixateur externe erforderlich. Die Behandlung der Smith-Fraktur erfolgt durch beugeseitige Verplattung mit einer T-förmigen Platte.

Handgelenknahe Speichenbrüche und ihre operative Versorgung
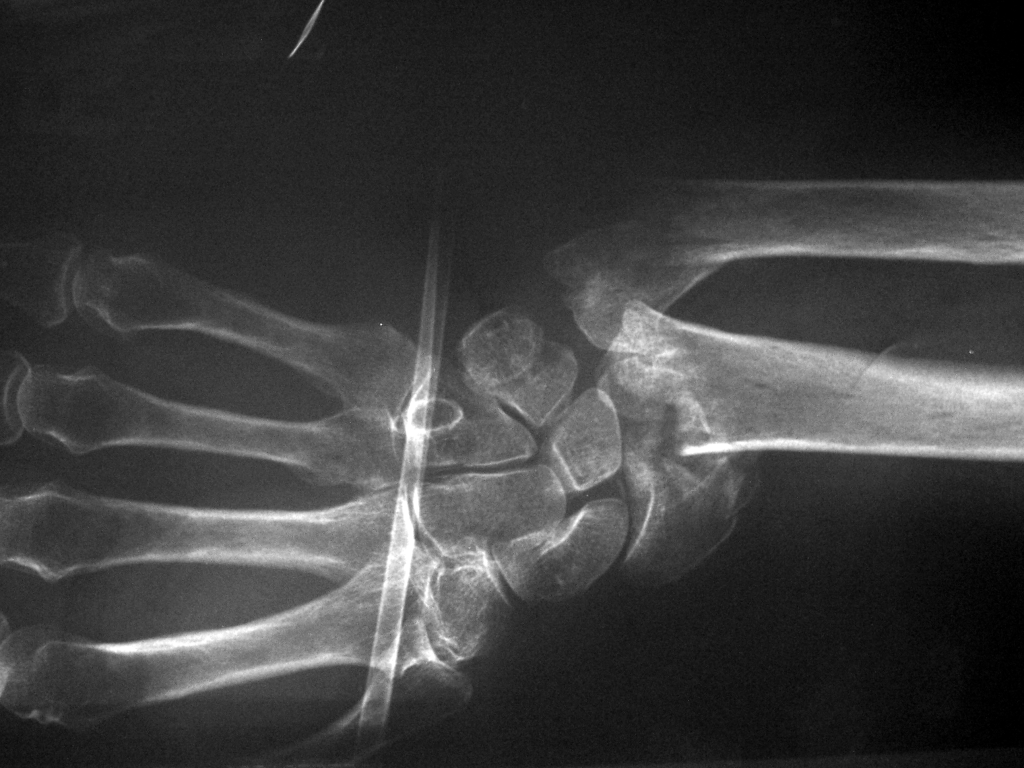
Distale Radiustrümmerfraktur mit Ulnabeteiligung und ihre Behandlung: Unfallbild von oben
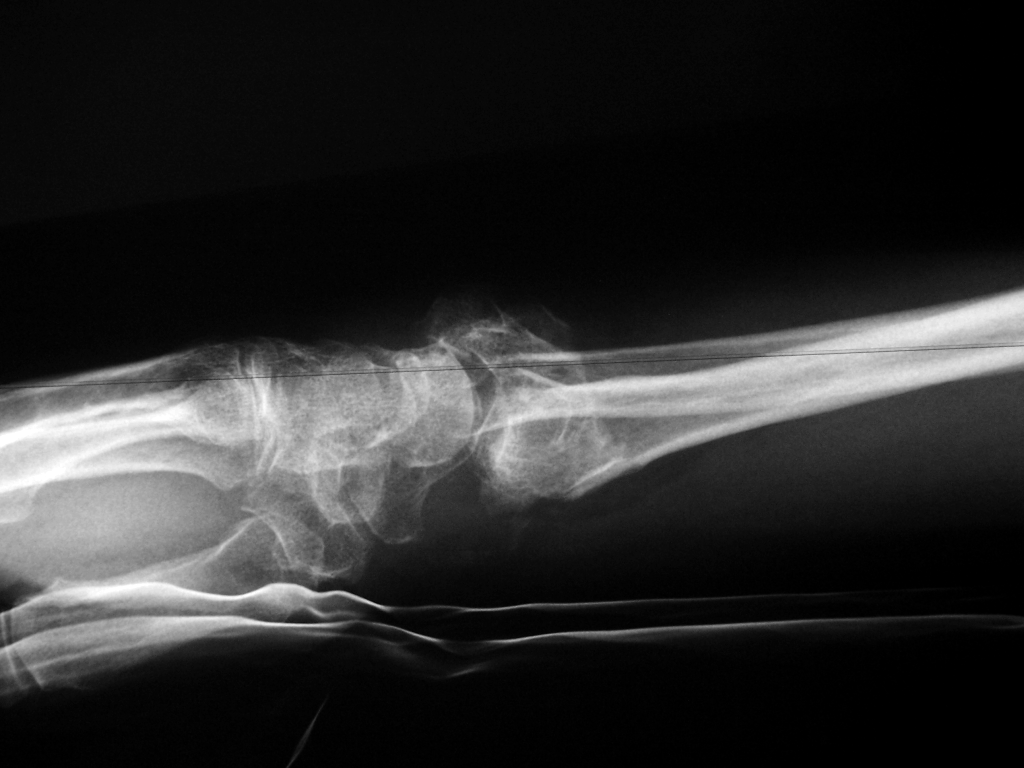
…und von der Seite her geröntgt
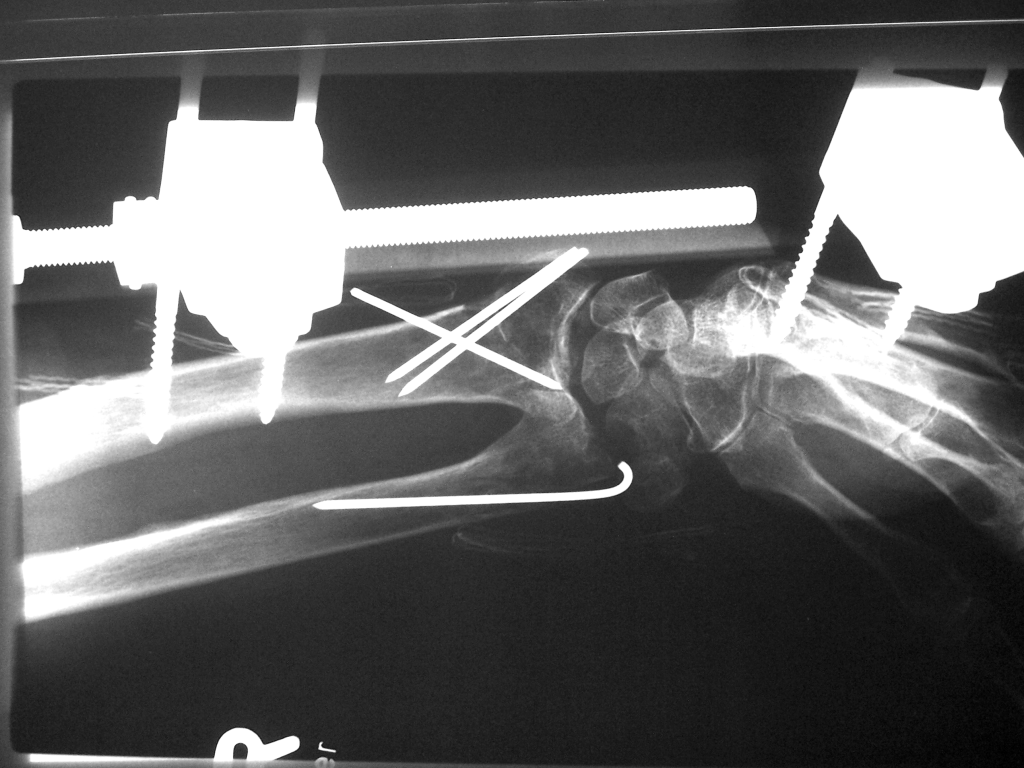
Versorgung durch geschlossene Reposition mit Fixierung durch Kirschnerdrähte
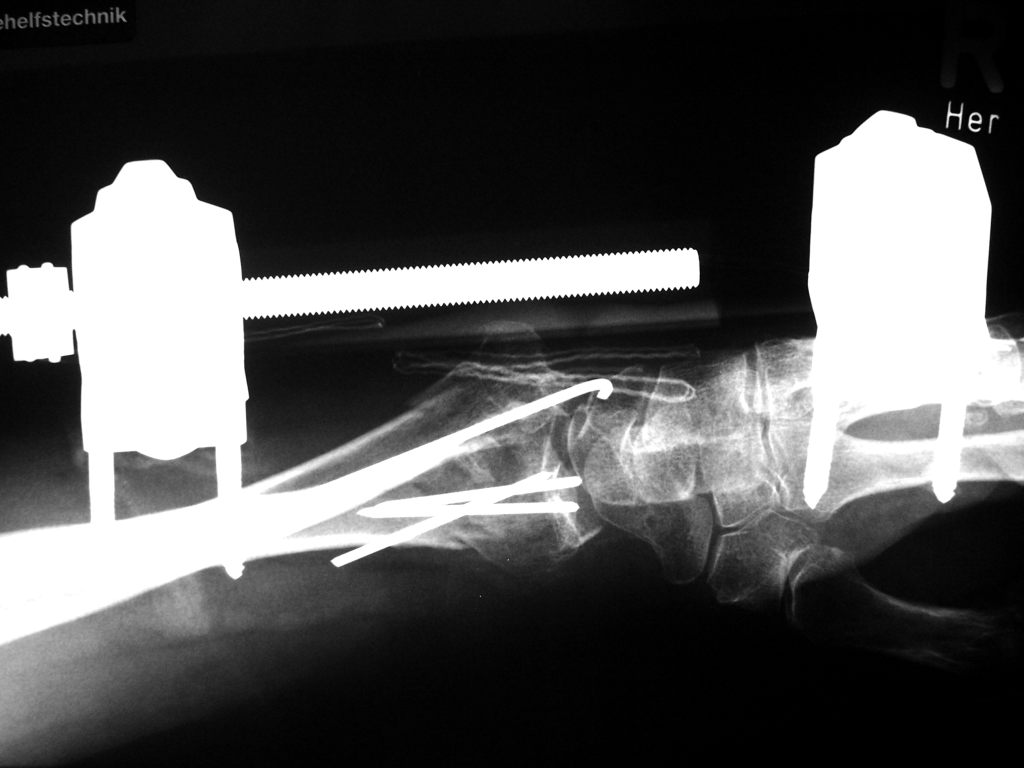
…und Ruhigstellung im Fixateur externe
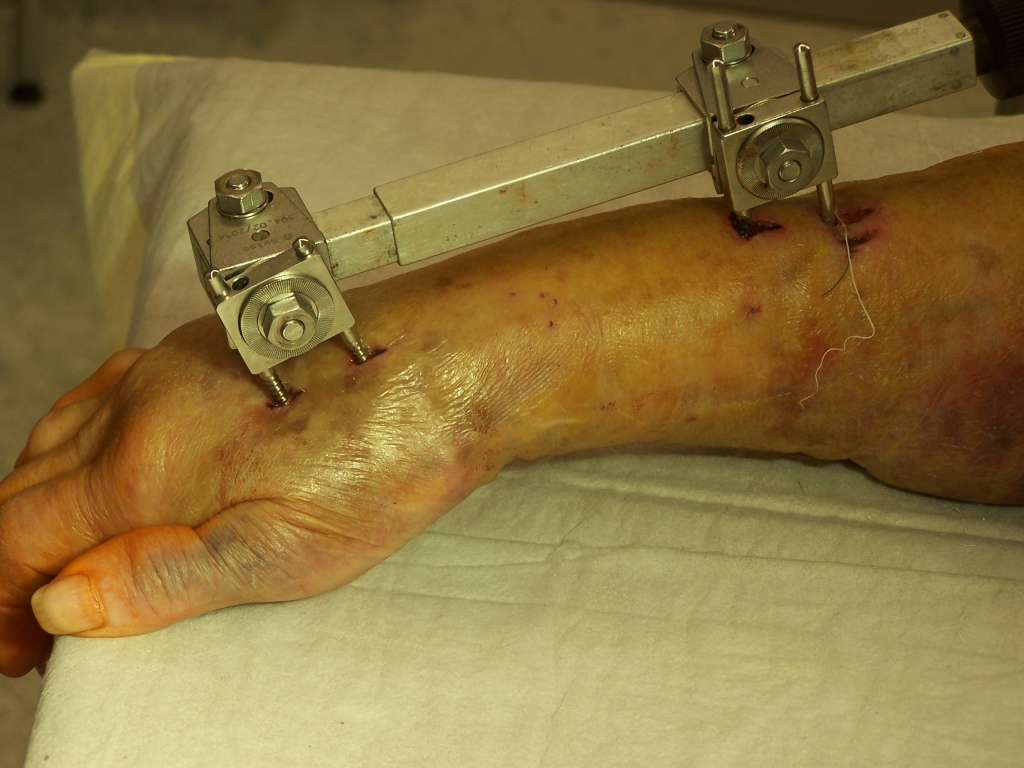
Der „Wagner-Apparat“ einige Tage nach der Versorgung
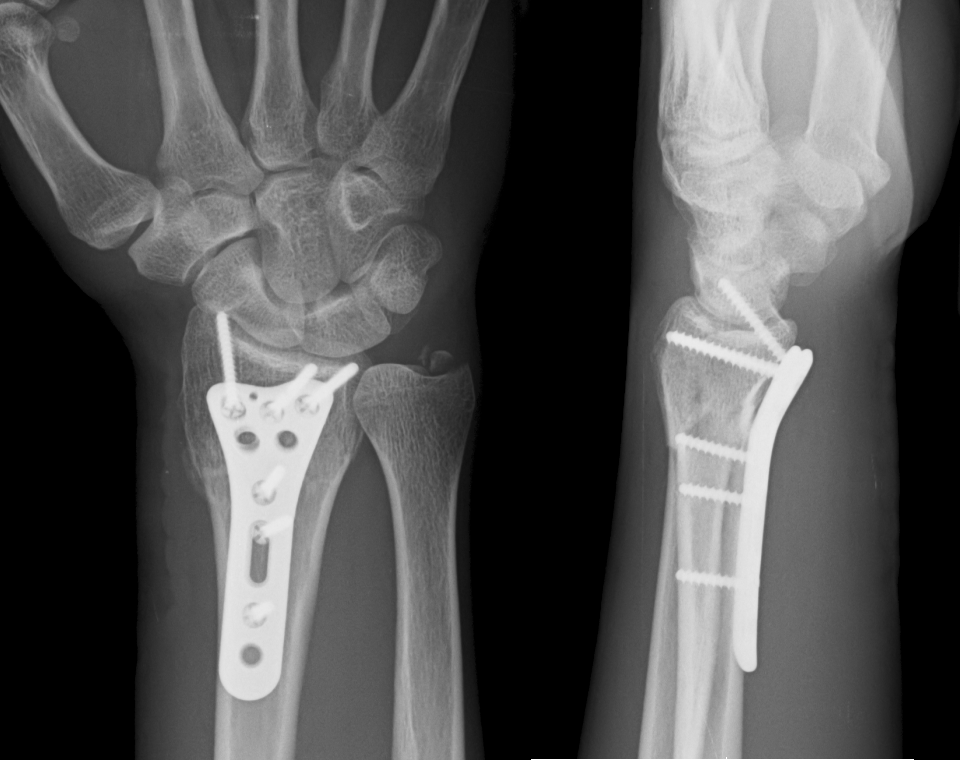
Postoperatives Röntgenbild nach Versorgung eines handgelenknahen Speichenbruchs mit einer mit Schrauben fixierten Platten-Osteosynthese aus Titan, gebräuchlichstes Modell
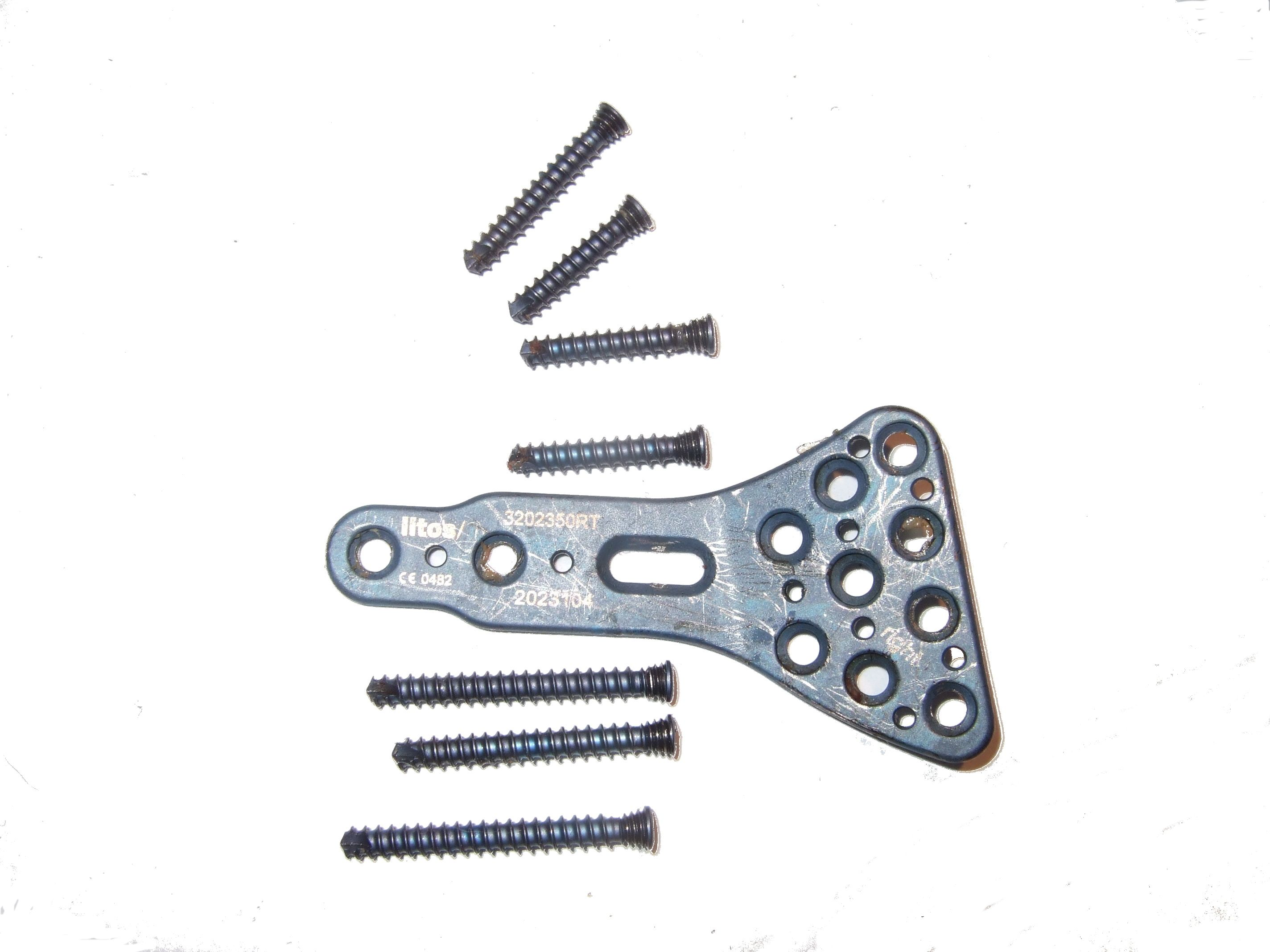
Gebrauchte Platten-Osteosynthese zur Versorgung eines handgelenknahen Speichenbruchs, selteneres Modell